# DB 152 sorozat
Nem összekeverendő a DRG E 52 sorozattal!
A DB 152 sorozatú villamosmozdonyt a Krauss-Maffei és a Siemens fejlesztette ki az EuroSprinter alaptervből a DB Cargo igényeinek megfelelve, 140 km/h legnagyobb sebességre, marokcsapágyas vontatómotor-felfüggesztéssel. Az eredeti megrendelés 195 darabra szólt, de az ÖBB nem engedélyezte vonalain a 152-esek közlekedését, így az utolsó 25 db mozdony helyett 25 db, az ÖBB 1116 sorozattal teljesen megegyező DB 182 mozdony épült, melyek közlekedhetnek Ausztriában is.
Jelenleg a DB Schenker Rail üzemeltet 170 darabot belőle.

## Története
Az ezredfordulótól kezdve a DB-nek szüksége volt a nyugdíjazás előtt álló DB 150 sorozatú mozdonyok pótlására. A DB 1993-as ajánlattételi felhívását követően a Krauss-Maffei kapta meg a mozdonyok építésére vonatkozó fővállalkozói szerződést. A Siemens Verkehrstechnik szállította az elektromos berendezéseket.
A gyártás végül 1995 szeptemberében kezdődött. A sorozat első mozdonyát, a 152 001-es mozdonyt 1996. december 10-én München-Allachban ünnepélyes keretek között adták át a DB-nek, majd ezt követően széleskörű tesztprogramnak vetették alá. 1997 második felében a Siemens AG szerint további három mozdonyt szállítottak le a tervezettnél korábban, és további teszteknek vetették alá őket. 1997. július 31-én a Szövetségi Vasúti Hivatal megadta a típusengedélyt, így a sorozatszállítás 1998 márciusában kezdődött meg. A gépeket a müncheni és az urdingeni gyártóüzemekben helyezték üzembe. Az első tizenkét mozdony az 1998. májusi menetrendváltáskor állt menetrend szerinti szolgálatba.
2001-re az eredetileg tervezett 195 gépből 170-et leszállítottak a DB-nek. A tervek szerint a mozdonyokat Ausztriában is bevetették volna. Az osztrák hatóságok azonban megtagadták a jóváhagyást, mivel a fellépő kvázi statikus kerékagy-erőket túl nagynak ítélték. Ausztriában ekkor már az UIC 518-as lapját vették alapul az új jóváhagyásokhoz, míg Németországban a mozdonyokat még a DIN 5550 szerint engedélyezték. Annak érdekében, hogy az osztrák forgalomban mégis korszerű gépek álljanak rendelkezésre, a DB az utolsó 25 mozdony megrendelését az Ausztriában engedélyezett DB 182 sorozatú (az ÖBB 1116 sorozattal azonos felépítésű) kétáramrendszerű mozdonyok megrendelésévé alakította át.
Egy további 100 mozdonyra vonatkozó opciót 1999 augusztusában DB 189 sorozatú négyáramrendszerű mozdonyok megrendelésévé alakítottak át.
2000-ben két mozdonyt szállítottak a Dispolok lízingcégnek, amely akkoriban a Siemens tulajdonában volt. A mozdonyokat 2005-ben adták el az ITL vállalatnak. A mozdonyok megnevezése ES64F-901 / 152 901 és 902, míg az UIC-szám 91 80 6152 196-2 D-ITL és 197-0.

## Gyártása
A sorozat a Siemens által tervezett ES64 P prototípuson alapul. Mivel azonban egyértelmű volt, hogy a gépeket kizárólag teherforgalomban fogják használni, és a 140 km/órás maximális sebességet elegendőnek ítélték, el lehetett tekinteni a teljesen rugózott vontatómotorok használatától, és a sokkal egyszerűbb és olcsóbb marokcsapágyas meghajtásra lehetett támaszkodni. Ez viszonylag alacsony kopásnak tekinthető a modern háromfázisú motorok alacsony fordulatszámon történő használata miatt. A kocsiszekrény és a forgóvázak közötti erőátvitel a Maffei hagyományoknak megfelelően erősen méretezett és mélyen benyúló csapszegek és hajlékony kábelrugók segítségével történik.
Egyébként egy modern gépet hoztak létre háromfázisú aszinkron vontatómotorokkal és kettős belső szellőzésű tárcsafékkel. A hajtáslánc nagy igénybevételnek kitett alkatrészeinek részben redundáns kialakítása jelentősen hozzájárul a sorozat nagyfokú megbízhatóságához és rendelkezésre állásához.
A fő transzformátor a padló alatt, a forgóvázak között helyezkedik el. Mindegyik forgóváz önellátó elektromos berendezéssel rendelkezik, amely három, regeneratív négy kvadránsos egyenirányítóból, egyenáramú kapcsolóból és két inverterből (motoronként egy-egy) áll. Ez biztosítja, hogy ha a hajtáslánc egy alkatrésze meghibásodik, nem az egész forgóváz hibásodik meg, hanem csak a rendelkezésre álló vonóerő csökken. A vízhűtéses GTO tirisztorokat teljesítmény félvezetőként használják. Az elektrodinamikus regeneratív fék fékereje 150 kN a 10 km/h és 140 km/h közötti tartományban.
A 152-es sorozat vezetőfülkéje
A mozdonyok adattovábbító vonatsínnel vannak felszerelve a személyvonatok vezérlésére, valamint ingavonati vezérléssel és vészfék-felülvezérléssel, így a nehéz személyvonatforgalomban is használhatók. A DB AG szétválása és a mozdonyok DB teherszállítási részlegéhez való hozzárendelése miatt ezeket a funkciókat az 1990-es évek vége óta nem használják.
A gépházban egy központi folyosó köti össze a két vezetőfülkét. Az elektromos berendezéseket, a sűrített levegő- és fékberendezéseket, valamint a kiterjedt hűtőberendezéseket a mozdonytest két oldalán, a külső falakon helyezték el. Minden aggregátumot különálló, cserélhető modulok formájában terveztek, amelyeket felülről helyeznek be a járműbe. Figyelmet fordítottak a lehető legrövidebb csatlakozásokra, különösen a fő áramvezetékek esetében. A vezérlővezetékek és csővezetékek a középső folyosó alatti csatornákban vannak elhelyezve. A vezérlő és ellenőrző berendezések a gépház mindkét végén koncentrálódnak.
A vezetőfülkék légkondicionáltak, hő- és hangszigeteltek, és meglehetősen bőséges térrel rendelkeznek. A vezető számára a légrugós ülés és a hőszigetelő rekesz is a kényelem része. A mozdonyok szabványos vezetőállással vannak felszerelve.
Különleges helyet foglal el ezen a sorozaton belül a 152 190-es, amely a 152 032-esből jött létre, és kísérleti jelleggel IGBT teljesítményű félvezetőkkel lett felszerelve.

## Telephely
A DB-nek szállított mozdonyok a DB Cargo részleghez tartoznak, és teljes egészében a Nürnbergi teherpályaudvar a honállomásuk. A mozdonyokat országszerte használják tehervonati forgalomban.